# 颱風奧馬
颱風奧馬（英語：Typhoon Omar），在菲律宾名为台风露西恩（英語：Typhoon Lusing），是继1976年的台风帕梅拉以来吹袭关岛的最强台风，也是对该岛造成破坏最严重的台风之一。系统源于1992年8月23日西太平洋上空的大规模季风槽，在向西移动的过程中缓慢强化成热带风暴，但因附近另一个热带气旋的影响而没有马上得以进一步增强。两场风暴间的距离拉开后，奥马尔迅速发展成强劲台风，于8月28日以风力时速195公里强度登陆关岛。次日，气旋达到最高强度，联合台风警报中心估计其1分钟持续风速达到每小时240公里，属“超級台风”标准。9月4日吹袭台湾东部前，奥马尔有大幅减弱，次日再进入中华人民共和国东部上空，于9月9日逐渐消散。
奥马尔在关岛夺走1条人命，并造成4亿5700万美元的损失。时速高达248公里的强烈阵风令全岛绝大多数区域停电数天之久。停电还令供水系统无法正常运作，联合台风警报中心在岛上的办事处连续11天无法发出灾害公告。岛上有2158套房屋受损或被毁，3000人无家可归。关岛的建筑法规从此提高标准，规定建筑物需要抵御时速250公里的狂风袭击，多家保险公司也停止对那些不是采用混凝土建造的房屋提供新的保险政策。从菲律宾以北较远处海域经过期间，台风造成11人死亡，并对538套房屋造成价值9.03亿菲律宾披索（相当于3540万美元）的破坏。奥马尔接下来给日本南部岛屿带去狂风和小雨，该国农作物遭受了4.76亿日圆（相当于380万美元）的损失。气旋在台湾部分地区引发洪灾，导致3人遇难，经济损失约6500万美元，其中大部分都是农业损失。

## 气象历史
8月20日，西太平洋开放水域上空出现热带扰动，并表现出对流或雷暴持续存在的迹象。在此期间，西太平洋盆地有两个热带气旋消散，还有一个转变成温带气旋，这使得西太平洋上空的季风槽（西太平洋的大部分风暴都是由该季风槽催生出来）变得更有利于热带天气系统发展。据日本气象厅记载，之后发展成奥马尔的热带低气压是于协调世界时8月23日下午18点形成。联合台风警报中心估计系统的发展速度没有这么快，于当晚21点发布热带气旋形成警报，再于次日开始针对第15号热带低气压发布公告。
低气压总体向西移动，联合台风警报中心于8月25日将其升级成热带风暴，日本气象厅则在次日跟进。气旋向西移动的速度开始减慢，其西侧不远处的热带风暴波利在奥马尔上空产生强烈风切变，令其强化速度减缓。联合台风警报中心指出，风切变可能会使风暴的环流和对流分离，令其强度下滑。但随着奥马尔和波利之间的距离拉大，两个气旋间发展出高压脊，奥马尔因此转向北上，再转朝西北偏西方向飘移，并因行经洋面风切变减弱而得以继续增强。8月27日清晨，联合台风警报中心将奥马尔升级成台风，当晚23点左右，系统中开始呈现出风眼。8月28日，奥马尔进入快速增强期，日本气象厅也在这时将其归类为台风。此后不久，风暴以1分钟持续风速每小时195公里强度登陆关岛，直径37公里的风眼从该岛北部缓慢经过，行进过程历时2.5小时。
据日本气象厅估算，奥马尔于8月29日下午18点达到10分钟持续风速每小时185公里，最低气压920毫巴（百帕，27.17英寸汞柱）的最高强度，台风在此强度下保持了24小时，然后开始逐渐减弱。联合台风警报中心估计气旋的1分钟持续风速为每小时240公里，达到超級台风标准。两天后，台风进入菲律宾大气地球物理和天文服务管理局监控海域，该机构将风暴命名为“露西恩”（Lusing）。到了9月3日下午15点，日本气象厅已把奥马尔降级成热带风暴，但联合台风警报中心評估气旋直至次日都还有台风强度。风暴总体继续向西移动，于9月4日从花莲縣秀姑巒溪口登陆台湾东海岸。奥马尔用了7小时穿越台湾，然后从云林县进入台湾海峡。9月5日，风暴在经过台湾海峡后，先掠過福建省金門縣，然後再從廈門市思明區附近登陆中华人民共和国东部。接下来奥马尔迅速減弱為热带低气压，然后转向西南偏西，在穿越中国南部期间繼續急剧弱化，于9月9日在越南北部上空完全消散。

## 防灾措施和影响

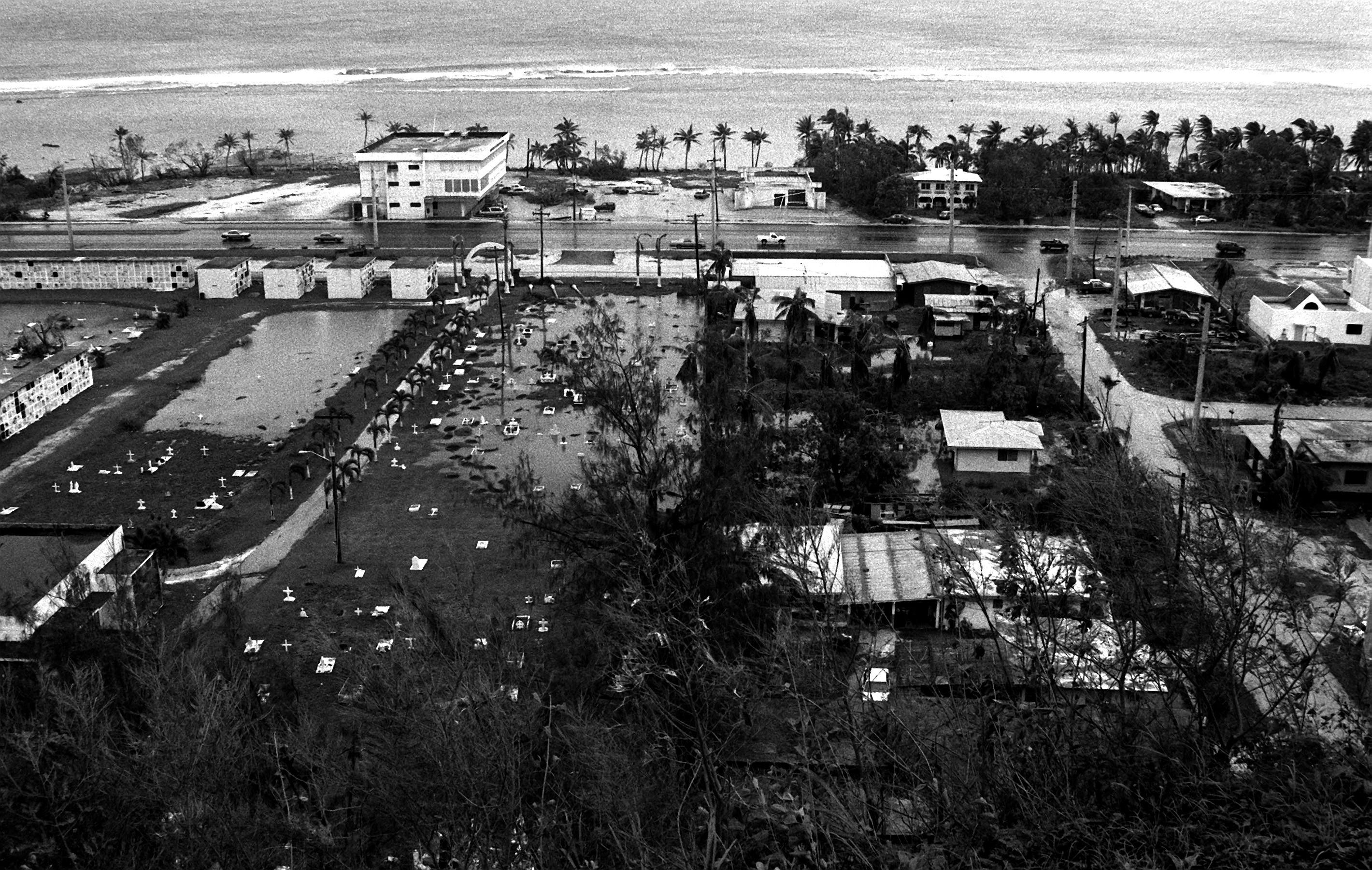
受奥马尔袭击的关岛一角

### 关岛
风暴来袭前的8月25日，美国国防部下令关岛进入热带气旋三级警戒状态，该状态意指未来48小时内岛上可能遭遇破坏性风力袭击。1天后，关岛的警戒级别升为二级，除美国海军的两艘舰船外，所有船只均驶离海港，以免受到台风破坏，美国海军舰船则向关岛西南部进发，以期避开风暴。8月28日，岛上进入最高的一级警戒。关岛所有固定翼飞机和直升机全部挪入机库或转移到日本和菲律宾。奥马尔途经关岛期间，岛上所有学校均予关闭。岛上的航班运作至少停止了两天，导致5000名旅客滞留。风暴期间有约3100人躲进紧急避难所。
奥马尔是1976年的台风帕梅拉后吹袭关岛的最强台风，也是对该岛造成破坏最严重的台风之一，岛上所有地区都能感受到这场风暴的威力，热带风暴强度大风在岛上持续了16小时，气旋西侧风眼墙影响的部分地区阵风时速估计高达248公里。风眼经过期间，狂风导致阿加尼亚的风速计失效，安德森空军基地的雷达也不见踪影，因此奥马尔在岛上产生的风速只有估算值，没有准确的测量值。岛上以阿普拉港气压最低，只有940毫巴（百帕，27.76英寸汞柱）。风暴缓慢的移动速度令岛上暴雨持续了很长时间，美国气象局驻关岛地方办事处测得的最高降雨量为519毫米，安德森空军基地也有417毫米。
关岛以中部地区到北海岸受灾最为严重，特别是旅游区和军事基地。美国海军计算机和电信主工作站因电力供应中断、同时发电机也因洪灾受损而不得不关闭。美国海军尼加拉瓜瀑布号和怀特普莱恩斯号补给舰因遭遇狂风大浪而搁浅，阿普拉港的旱坞还被冲到岸上。岛上数十家商店毁于一旦。狂风令一架起重机倒在公寓楼上，杜梦区有400根木制和20根混凝土制电线杆倒塌，导致全岛70%的区域停电。关岛各地的交通和通讯受到严重扰乱，抽水系统也出现故障，山体滑坡导致道路被埋，低洼地区也被洪水淹没。岛上有约2000套民宅被毁，另外2200套受到不同程度破坏，近3000人流离失所。木制建筑物所受破坏最为严重，采用混凝土修建的楼房相对而言在风暴期间更加稳定可靠。整个关岛一共遭受了4亿5700万美元损失，其中军事基地和民间遭受的损失数额基本持平。岛上有1人丧生，200余人需要急救，其中约80人是被飞溅的瓦砾打伤。

### 其它地区
热带风暴波利在菲律宾引发洪灾和人员丧生仅数天后，奥马尔又在该国东北方向较远处洋面经过。菲律宾首席气象专家指出，奥马尔“比波利更强劲”，有可能“在大范围地区引发季风降水”。最终台风实际影响的地区是吕宋北部，主要包括科迪勒拉行政区、伊罗戈地区和卡加延河谷。气旋夺走菲律宾11条人命，还摧残了393套房屋，另有145套受损，该国1965人无家可归。估计整个菲律宾一共遭受了9.03亿菲律宾披索（相当于1992年的约3540万美元）的损失，其中又以农业损失为主。
离开关岛后，歐馬於於當地4日晚間10時左右在台灣花蓮秀姑巒溪口附近登陸，5日凌晨3時左右自雲林縣進入臺灣海峽。以风力时速78公里强度吹袭臺中縣梧棲鎮。大范围降水给岛上造成的影响最为严重，降雨量最大的地区集中在台湾南部，高雄市的降雨量达到最高的375.4毫米。台湾有5个县爆发洪灾，共76万6000人失去供电。高雄市有4艘船被大浪冲到岸上，高雄市、高雄縣、云林县、嘉義縣和屏东县的农业和渔业均受重创。全臺共有3人死亡（其中2人溺斃）、12人受伤，经济损失超过6500万美元。
奥马尔的边缘雨带在日本外围多个岛屿产生小雨，降雨量最高的西表岛为28毫米，阵风时速则以与那国岛最高，达到72公里。日本南部多个岛屿上的甘蔗和秋葵作物受到气旋破坏，农作物损失总额达4亿7600万日圆（相当于约380万美元）。该国交通也受到扰乱，38架次航班取消。此后，奥马尔还在经过中华人民共和国南部期间给沿途地区带去降水，香港西北部部分地区于9月7日出现洪灾。

## 善后

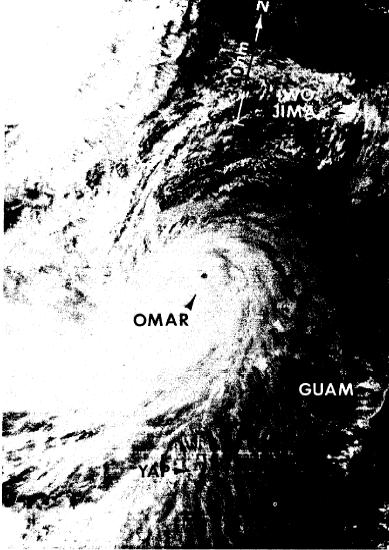
8月31日，台风奥马尔行进至关岛和台湾之间的卫星图像，图上“OMAR”指向的黑色圆点就是奥马尔的风眼，右侧的“GUAM”即为关岛。

风暴登陆关岛后，前总督约瑟夫·富兰克林·阿达（Joseph Franklin Ada）宣布全岛进入紧急状态，前总统乔治·赫伯特·沃克·布什宣布关岛为联邦灾区。气旋过去后，岛上多人因抢劫被捕。联邦紧急事务管理局开设多个灾难援助中心，方便居民申请联邦援助，最终提供的援助款数额约为1840万美元，其中包括灾害住房、风暴相关的失业救济金，以及向家庭或商户提供的赠款，超过1万1000人因此受益。联邦政府通常会承担地方灾害75%的救灾和清理开销，但这次岛上的杂物清理、应急工作，以及未投保公共建筑的重建均100%由联邦政府出资。这主要是因为美国在短短3周里连续受到3个强烈的热带气旋袭击，除奥马尔外，佛罗里达州与夏威夷州还分别于这年8月和9月受到飓风安德鲁和飓风伊尼基的摧残。国防部派出27名关岛国民警卫队员和700名军人前往灾区提供援助。军方提供了价值575万美元的临时住房、发电机和建筑物资，不过大部分救灾资源还是由政府提供。当地红十字会在风暴过后提供了600万美元救助金。面对安德鲁、伊尼基和奥马尔的连串沉重打击，联邦国会通过1992年紧急补充拨款法案，通过9月30日结束的财政年度向救灾机构提供更多资金。
联合台风警报中心驻关岛办事处连续11天无法运作，其预警职责只能由后备机构承担。机场雷达所受破坏促使高分辨率气象雷达网络（意为“下一代雷达”）于1993年2月提前安装，岛上航班的起飞和降落都局限在白天进行。8月30日，一艘海军船只停靠在阿普拉港，提供临时移动雷达。到9月15日时，被冲到岸上的两艘船均已重新下水。多家保险公司在灾后决定，停止向不是用混凝土修筑的建筑物提供新保险政策。1996年1月，前总督卡尔·古铁雷斯（Carl Gutierrez）发布行政命令，要求岛上的住宅和风暴百叶窗都至少要能够抵御时速250公里的狂风吹袭。
因奥马尔导致流离失所的居民暂时住在人称奥马尔营的帐篷区，上千人擠在约200顶帐篷中。志愿者和军方花了数周时间清理岛上大部分垃圾。许多重要道路在气旋过去3天后就已恢复通行。岛上的供水预计在风暴过去几天内就能恢复，但供电却是在4周后才全面恢复，学校和商户因此受到影响。学校于9月14日重新开放，大部分商户在月底恢复运营。美国军方于9月19日中止救灾工作，但由于之后又有数场台风过境，岛上的完全恢复尚需时日。由于奥马尔已经摧毁了岛上许多较为脆弱的建筑物，因此之后来袭风暴造成的破坏程度低于正常水平。不过，这也导致奥马尔和同年12月台风盖伊产生的破坏难以区分。1993年，医学杂志《焦虑》（Anxiety）经抽样调查发现，320名受到奥马尔影响的灾民中有7.2%患上急性应激障碍，还有15%出现创伤后应激障碍的早期症状，这其中又以经历过之后台风的参与者占比最高。约5.9%的参与者表现出创伤后应激障碍症状，这一比例和1989年飓风雨果引发的情形类似。
台风奥马尔对关岛构成重创，其名称因此于1993年退役，由“奥斯卡”（Oscar）取代。